# Dyskografia Adama Sandlera
Zestawienie dyskografii amerykańskiego aktora i komika Adama Sandlera.

## Dyskografia

### Albumy
| Rok  | Tytuł                                        | Wydawca                                | Certyfikaty        |
| ---- | -------------------------------------------- | -------------------------------------- | ------------------ |
| 1993 | They're All Gonna Laugh at You!              | Warner Bros. Records                   | 2x platynowa płyta |
| 1996 | What The Hell Happened To Me?                | Broadway Records, Warner Bros. Records | 2x platynowa płyta |
| 1997 | What's Your Name?                            | Warner Bros. Records                   | złota płyta        |
| 1999 | Stan and Judy's Kid                          | Warner Bros. Records                   | złota płyta        |
| 2002 | Adam Sandler's Eight Crazy Nights Soundtrack | Columbia Records, Sony Music Soundtrax | brak               |
| 2004 | Shhh...Don't Tell                            | Warner Bros. Records                   | brak               |
| 2019 | 100% Fresh                                   | Warner Bros. Records                   | brak               |

### Single i EPki
1. The Thanksgiving Song (1990; wydany przez Warner Bros. Records[1])
2. Lunchlady Land (1993; wydany przez Warner Bros. Records[1])
3. Buddy (1993; wydany przez Warner Bros. Records[1])
4. The Chanukah Song (1995; wydany przez Warner Bros. Records[1])
5. The Thanksgiving Song / The Chanukah Song (1996; wydany przez Warner Bros. Records[1])
6. Ode To My Car (1996; wydany przez Warner Bros. Records[1])
7. Steve Polychronopolous (1996; wydany przez Warner Bros. Records[1])
8. The Lonesome Kicker (1997; wydany przez Warner Bros. Records[1])
9. Bad Boyfriend (1997; wydany przez Warner Bros. Records[1])
10. Listenin' To The Radio (1998; wydany przez Warner Bros. Records[1])
11. The Peeper (1999; wydany przez Warner Bros. Records[1])
12. 7 Foot Man (1999; wydany przez Warner Bros. Records Inc.[1])
13. Secret (2004; wydany przez Warner Bros. Records[1])
14. The Gay Robot Groove (2005; wydany przez Warner Bros. Records[1])

### Inne
1. Bleeps (1996; wydany przez Warner Bros. Records[1])
2. Stan And Judy's 'Clean' Kid Album Sampler (1999; wydany przez Warner Bros. Records[1])
3. Sid & Alex (2004; wydany przez Warner Bros. Records[1])
4. Genius Girl / Myron / Byron (2018; wspólnie z Grace Van Patten, Dustinem Hoffmanem, Benem Stillerem i Elizabeth Marvel[1]; wydany przez Netflix[1])